# Richard Di Natale
Richard Luigi Di Natale (Melbourne, 6 giugno 1970) è un politico australiano, leader dei Verdi Australiani dal 2015 al 2020.
Di origini italiane, suo padre è di Siracusa mentre sua madre di San Marco in Lamis.